# Дело Зедельмайера
Дело Зедельмайера — дело немецкого бизнесмена Франца Зедельмайера, требующего от России около 5 млн евро компенсации потерянных инвестиций. В 2006 году отсудил у России комплекс недвижимости, находящийся на территории Германии. В 2010 году добился обеспечительного ареста российской государственной собственности на территории Швеции.

## Предыстория
Франц Зедельмайер (род. 1963) в 1991 году в качестве немецкого консультанта по безопасности приехал в Ленинград, чтобы заняться в России фамильным бизнесом: сообщалось, что его отец поставлял спецснаряжение для немецкой армии и полиции. По некоторым данным, в планы Зедельмайера-младшего входило «оснащение российских милиционеров — от шнурков для ботинок до спецтранспорта, обучение сотрудников спецподразделений», а также создание в России частного охранного предприятия.

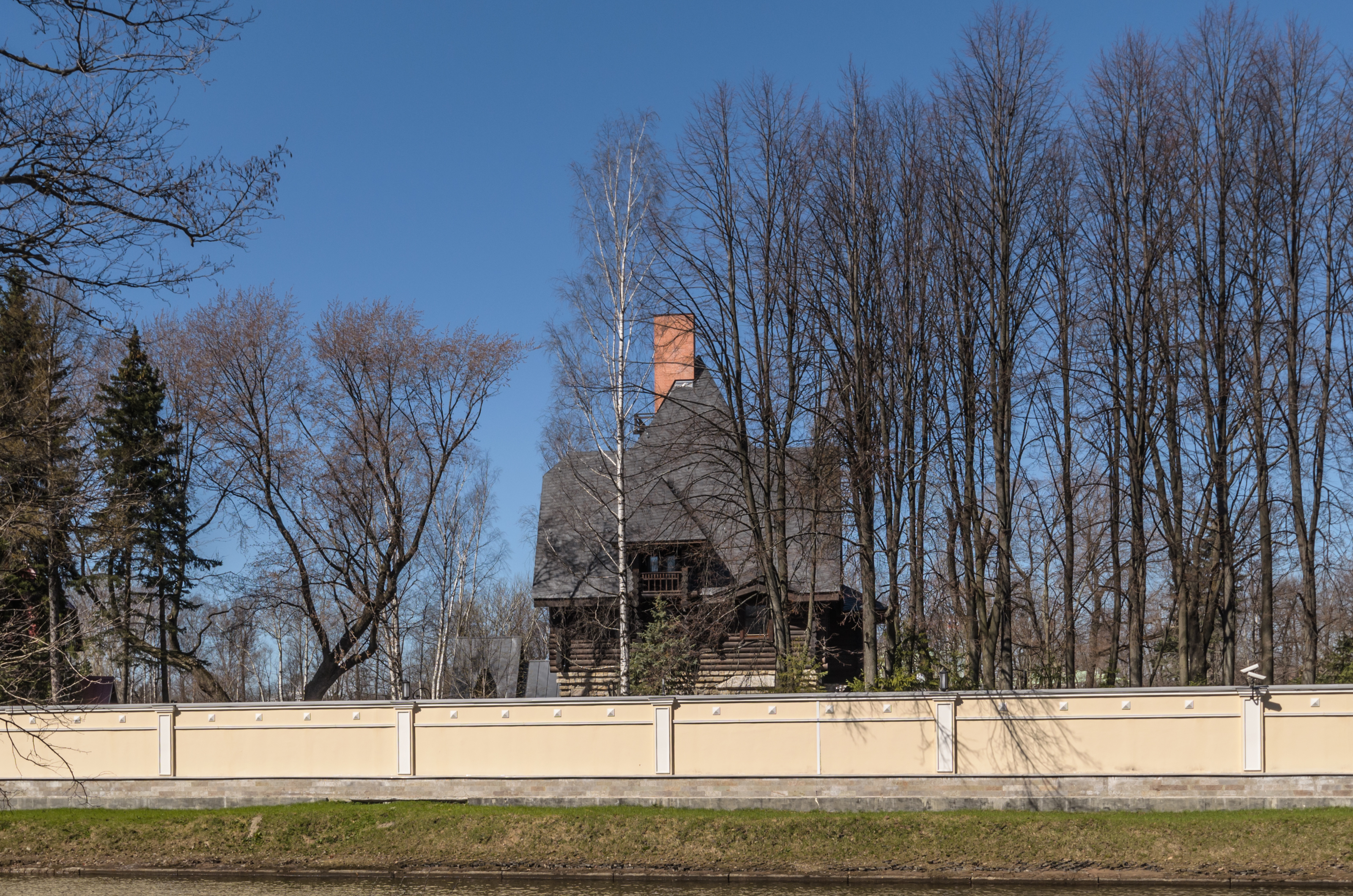
Полевая аллея, дом 6

Впервые фамилия Зедельмайера — владельца зарегистрированной в Сент-Луисе (штат Миссури, США) компании Sedelmayer Group of Companies International Inc. (SGC International) — в российской прессе появилась в 1992 году. В материале рассказывалось о намерении АО «Каменный остров» (KOC) — совместного предприятия, учрежденного ГУВД Санкт-Петербурга и компанией Зедельмайера (каждый соучредитель являлся владельцем 50 процентов акций) — поставлять импортную спецтехнику как для милиции, так и для коммерческих предприятий и частных лиц. Городское УВД внесло свой вклад в совместное предприятие в виде 20 тысяч квадратных метров земли и права на 25-летнюю аренду построенного в 1908 году особняка на Каменном острове (бывшей дачи архитектора Мельцера), расположенного по адресу Полевая аллея, дом 6. Немецкий же предприниматель, в свою очередь, оплатил ремонт здания, затратив на это два миллиона долларов (по другим данным — полтора миллиона долларов).
Отмечалось, что в тот период, после избрания мэром Санкт-Петербурга Анатолия Собчака, пост председателя Комитета мэрии по внешним связям, отвечающим за международные связи и иностранные инвестиции, занимал Владимир Путин. Впоследствии сам Зедельмайер заявлял, что Путин бывал у него в гостях на Каменном острове. По словам предпринимателя, их связывала совместная работа по организации в Санкт-Петербурге спецподразделения «ГРАД», создаваемого в преддверии проведения Игр доброй воли 1994 года.
В 1993 году предприятие КОС выступило одним из учредителей Регионального фонда безопасности предпринимательства и личности. Однако вскоре ГУВД перестало участвовать в проекте, выйдя из состава учредителей совместного предприятия, поскольку государственным организациям запретили заниматься коммерцией. «Каменный остров» продолжал пользоваться зданием, вскоре совместное предприятие было перерегистрировано и стало частным охранным предприятием, «учрежденным физическими лицами при участии иностранного капитала».
В 1995 году хозяйственное управление администрации президента России Бориса Ельцина решило разместить в арендованном Зедельмайером особняке президентскую резиденцию. По данным издания Sueddeutsche Zeitung, Зедельмайеру об аннулировании договора сообщил по телефону Путин, поскольку именно он по должности отвечал в мэрии за контакты с иностранными бизнесменами. По сведениям «Коммерсанта», охранному предприятию было предложено сначала выехать из здания, а потом искать себе новое помещение. О компенсации затрат на ремонт и реконструкцию здания «Каменному острову» не было речи, поэтому выезжать на таких условиях сотрудники охранного предприятия не согласились. Работавший в Комитете по управлению городским имуществом Санкт-Петербурга Герман Греф заявлял прессе, что «Каменный остров» не предоставил документы, которые могли бы подтвердить размеры затрат на реконструкцию здания. По некоторым данным, Зедельмайер отказался от той недвижимости, которая была предложена ему взамен особняка на Каменном острове.
Даже после того, как KOC прекратил своё существование, Зедельмайер отказался освободить помещение и даже вступил в противоборство с милицией. Отмечалось, что собственная служба безопасности Зедельмайера в течение трех месяцев держала осаду, однако после этого инвентарь, находившийся в доме, был конфискован, а сам дом опечатан согласно распоряжению президента № 633-pп. Самому Зедельмайеру пришлось выехать из России по личным делам, но вернуться он уже не смог — ему было отказано во въезде в страну. В 1996 году особняк был передан в распоряжение Управления делами президента РФ, которое тогда возглавлял Павел Бородин. Позднее эта федеральная резиденция стала известна под названием «К-4».

## Судебный процесс
Зедельмайер подал судебный иск против России в Арбитражный институт при торгово-промышленной палате Стокгольма. В 1996 году (по другим данным — в июле 1998 года) суд удовлетворил исковые требования бизнесмена, приняв решение о взыскании с Российской Федерации в пользу Франца Зедельмайера компенсации в размере 2,5 миллиона долларов. На основании этого вердикта Высший земельный суд Берлина выдал исполнительный лист. Несмотря на это, Россия не признала решение Международного арбитража, ссылаясь на то, что особняк и земля в указанный период находились не в городской, а федеральной собственности, в связи с чем Ленгорисполком не имел права распоряжаться ими.
В 2001 году Берлинский апелляционный суд вынес постановление, согласно которому Зедельмайер мог взыскать любое российское имущество на территории ФРГ.

## Обеспечительные аресты
Бизнесмен попытался воспользоваться возможностью взыскать российское имущество. В частности, в прессе упоминались попытки Зедельмайера конфисковать модели российских спутников, выставлявшихся на международной космической выставке в Берлине, экспонаты российского павильона на Ганноверской международной выставке и российский самолет Ту-204-300, прибывший на международный аэрокосмический салон ILA-2006 в берлинском аэропорту Шёнефельд. Все попытки оказались неудачными.
Успеха Зедельмайер добился лишь в феврале 2006 года. По сообщению ряда СМИ, суд передал под его контроль здание бывшего жилого комплекса торгпредства России в Кёльне, расположенного по адресу Фридрих-Энгельс-штрассе, 7. Сообщалось, что ранее он использовался КГБ СССР, а к тому времени в нём проживали иммигранты из России. На тот период ориентировочная стоимость здания, по данным прессы, составила 40 миллионов долларов, тогда как долги России Зедельмайеру, возросшие за несколько лет за счёт процентов, составили около 5 миллионов долларов. Тогда же высказывалась версия, что теперь Зедельмайер будет распоряжаться платой за аренду здания.
По другим данным, изначально в счет уплаты долга Зедельмайеру суд решил продать не здание, а весь комплекс зданий торгпредства общей площадью около 15 тысяч квадратных метров. Но указанный объект недвижимости так и не был продан, поскольку Россия обжаловала решение суда в вышестоящих инстанциях. В октябре 2006 года суд во Франкфурте-на-Майне вынес решение об аресте арендных платежей, поступающих в Ost-West Handelsbank (в прошлом — советский заграничный банк). В то же время за счет арендных платежей Зедельмайер компенсацию не получил, поскольку уже после появления решения кельнского суда Россия передала здания в пользование государственному унитарному предприятию, а оно не могло выступать ответчиком по долгам государства (к тому же, оно, в свою очередь, само сдало здание в аренду немецкой компании Fa. GAG Immobilien AG). Вследствие этого в мае 2007 года России удалось добиться в кёльнском суде первой инстанции отмены решения об обращении взыскания на недвижимость.
В марте 2008 года Высший суд земли Северный Рейн-Вестфалия в Кёльне счёл, что Россия по-прежнему осталась собственником этой недвижимости, после чего постановил продать с торгов комплекс зданий бывшего советского торгпредства для погашения российского долга перед Зедельмайером (с учётом процентов он составил уже 4,9 миллиона евро). При этом в решении суда оговорено, что арест не может быть наложен на доходы от аренды.
В феврале 2014 года Зедельмайер добился продажи с аукциона имущества российского торгпредства в Кёльне за 5 млн евро (6,5 млн долларов). По сведениям Зедельмайера, 3,2 млн евро были переведены на счёт суда, но он эти деньги пока не получил, а один из участков стоимостью 1,8 млн евро так и не был оплачен, в связи с чем он будет повторно выставлен на продажу.

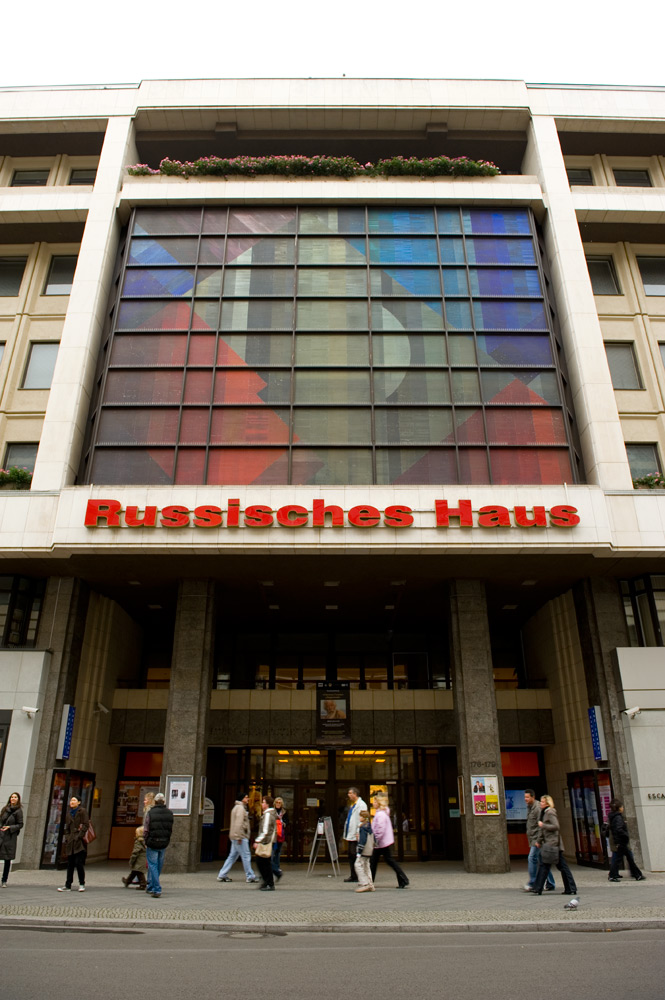
Российский центр науки и культуры в Берлине («Русский дом»)

В сентябре 2009 года Зедельмайер попытался отсудить у России здание Российского центра науки и культуры («Русского дома») на Фридрихштрассе в Берлине. Здание это находилось под управлением Россотрудничества: общая его стоимость оценивалась в 116 миллионов евро. 9 сентября 2009 года участковый суд берлинского района Мите распорядился конфисковать «Русский дом» и передать в ведение временного управляющего, который должен был взыскать арендные платежи со сдаваемых площадей (в частности, с ювелирного магазина на первом этаже здания), а в перспективе — выставить «Русский дом» на торги в счёт уплаты долга Зедельмайеру. Однако в конце месяца тот же районный суд признал, что здание используется в суверенных целях Российской Федерации, и отменил своё решение о его конфискации.
После неудачи с «Русским домом» Зедельмайер предпринял попытку отсудить российскую собственность в Швеции. В октябре 2010 года он сообщил прессе, что Городской суд Стокгольма по его иску наложил общий арест на российскую госсобственность в Швеции, и что приставы уже арестовали часть зданий, принадлежащих российским государственным органам и предприятиям. По его словам, суд составлял список объектов, которые можно было конфисковать, и «консервативная оценка российской госсобственности в Швеции составляет не менее 2-3 миллионов евро». Чуть позже выяснилось, что речь идёт о шестиэтажном здании торгового представительства России на острове Лидингё близ Стокгольма. По словам Зедельмайера, оно сдавалось под офисы, но в управлении делами президента РФ заявили, что оно не использовалось в коммерческих целях. Несмотря на протест российской стороны, суд оставил арест имущества в силе. В начале июля 2011 года Верховный суд Швеции подтвердил право на арест и последующую продажу с аукциона помещений жилого дома торпредства. В управлении делами такое решение расценили как «нелегитимное и не подлежащее исполнению». Здание с участком было продано с третьей попытки в сентябре 2014 года за 1,68 млн долларов, что было обжаловано Россией. По состоянию на 2015 год судебные тяжбы продолжаются.
12 ноября 2010 года городской суд Стокгольма принял ещё одно решение в пользу Зедельмайера, оштрафовав принадлежащую российскому государству компанию Russwood AB на 107 тысяч долларов.
В сентябре 2011 года стало известно, что Зедельмайер добился ареста 138 тысяч евро, которые были внесены российскими властями на депозит Торгово-промышленной палаты Стокгольма и предназначались для покрытия расходов на участие России в арбитражных разбирательствах в Швеции.

## Оценки и мнения
Франц Зедельмайер:

Я пошёл на это, потому что у меня не осталось иного выбора. Всё, что должна сделать Российская Федерация — это только оплатить долги. Если бы Владимир Путин, мой старый знакомый ещё по Петербургу, уладил дело посредством погашения задолженностей, то всех этих неприятностей можно было бы избежать…

В СМИ это дело сравнивают с делом ЮКОСа и швейцарской фирмы «Noga».